# Lepidostoma frontale
Lepidostoma frontale är en nattsländeart som först beskrevs av Banks 1901.  Lepidostoma frontale ingår i släktet Lepidostoma och familjen kantrörsnattsländor. Inga underarter finns listade i Catalogue of Life.